# دگاژ

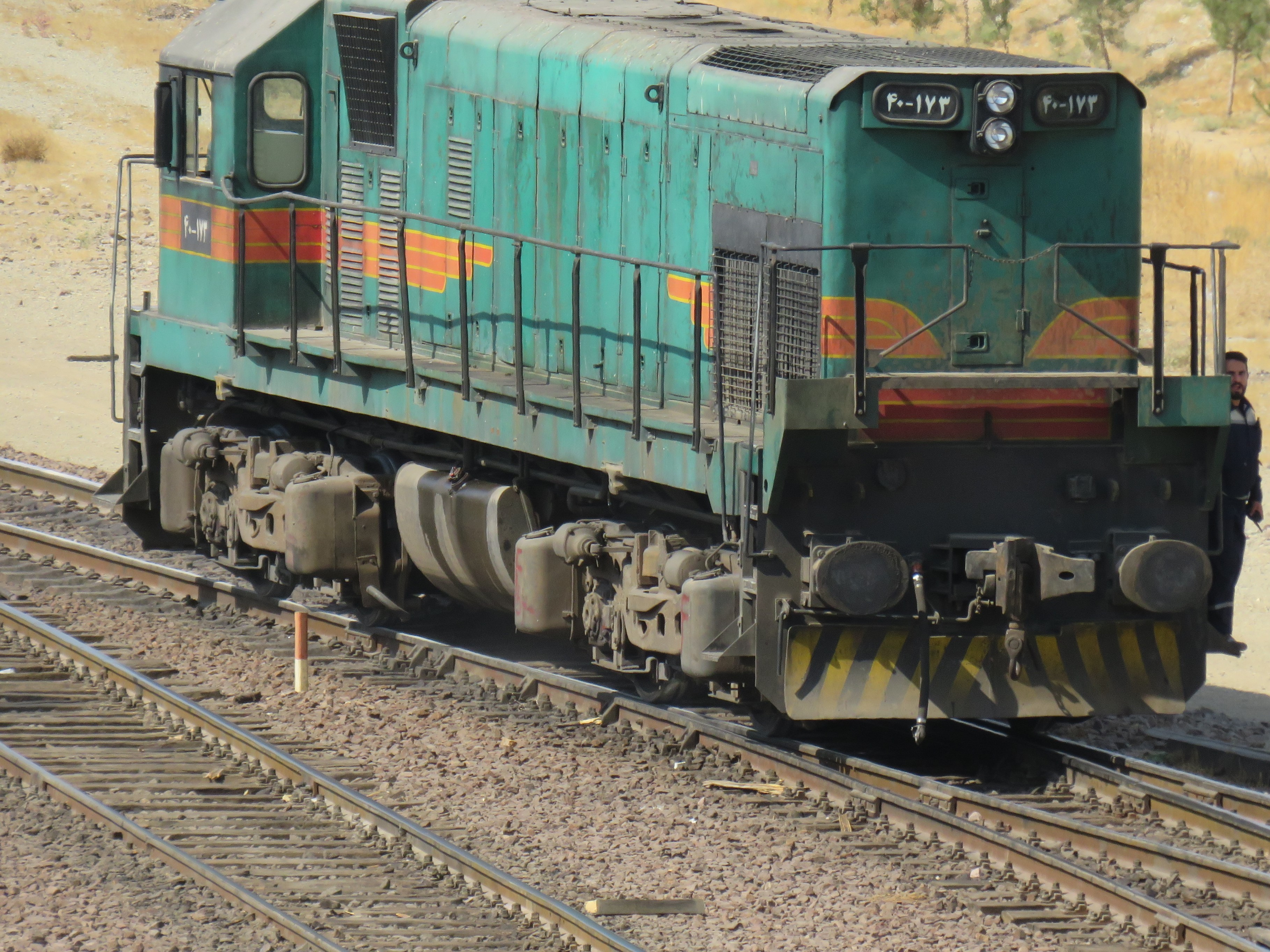
این لکوموتیو در حال حاضر دگاژ نیست و جلوتر از علامت دگاژ قرار دارد

دگاژ (نقطه امن توقف وسایل نقلیه در راه آهن) میله‌ای است معمولاً از جنس چوب که با رنگ قرمز (قسمت بالا) و سفید (قسمت پایین) در انتهای هر خط در ایستگاه نصب می‌باشد. به طوری که وقتی یک قطار در نقطه دگاژ متوقف می‌شود، قطارها از خطوط مجار به راحتی عبور می‌کنند و باعث برخورد به هم نمی‌شوند.
معمولاً بعد از هر سوزن، به سمت داخل ایستگاه، یک علامت دگاژ نصب می‌شود. تا مانور قطارها در داخل ایستگاه به امنیت بالا انجام شود.

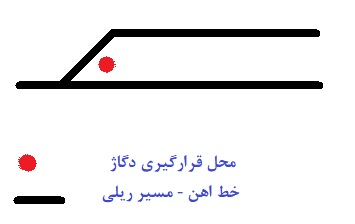
تصویر دگاژ از بالا